# Venturia citriscapus
Venturia citriscapus är en stekelart som beskrevs av David B. Wahl 1984. Venturia citriscapus ingår i släktet Venturia och familjen brokparasitsteklar. Inga underarter finns listade i Catalogue of Life.